# Le Mans Series 2018
Le Mans Series 2018 är den fjortonde säsongen av den europeiska långdistansserien för sportvagnar och GT-bilar, Le Mans Series. Säsongen omfattade sex deltävlingar.

## Tävlingskalender
| Datum        | Tävling                 | Segrare LMP2 – Team                             | Segrare LMP3 - Team                     | Segrare GTE - Team                        |
| Datum        | Tävling                 | Segrare LMP2 – Förare                           | Segrare LMP3 - Förare                   | Segrare GTE - Förare                      |
| ------------ | ----------------------- | ----------------------------------------------- | --------------------------------------- | ----------------------------------------- |
| 15 april     | Castellet 4-timmars     | Racing Engineering                              | RLR Msport                              | JMW Motorsport                            |
| 15 april     | Castellet 4-timmars     | Norman Nato Paul Petit Olivier Pla              | John Farano Rob Garofall Job van Uitert | Liam Griffin Alex MacDowall Miguel Molina |
| 13 maj       | Monza 4-timmars         | G-Drive Racing                                  | EuroInternational                       | Spirit of Race                            |
| 13 maj       | Monza 4-timmars         | Andrea Pizzitola Roman Rusinov Jean-Éric Vergne | Giorgio Mondini Kay Van Berlo           | Duncan Cameron Matt Griffin Aaron Scott   |
| 22 juli      | Red Bull Ring 4-timmars | G-Drive Racing                                  | RLR Msport                              | Proton Competition                        |
| 22 juli      | Red Bull Ring 4-timmars | Andrea Pizzitola Roman Rusinov Jean-Éric Vergne | John Farano Rob Garofall Job van Uitert | Matteo Cairoli Gianluca Roda Giorgio Roda |
| 18 augusti   | Silverstone 4-timmars   | G-Drive Racing                                  | United Autosports                       | JMW Motorsport                            |
| 18 augusti   | Silverstone 4-timmars   | Andrea Pizzitola Roman Rusinov Jean-Éric Vergne | Matthew Bell Garett Grist Anthony Wells | Liam Griffin Alex MacDowall Miguel Molina |
| 23 september | Spa 4-timmars           | United Autosports                               | United Autosports                       | EbiMotors                                 |
| 23 september | Spa 4-timmars           | Filipe Albuquerque Philip Hanson                | Scott Andrews John Falb                 | Fabio Babini Bret Curtis Riccardo Pera    |
| 28 oktober   | Algarve 4-timmars       | United Autosports                               | Inter Europol Competition               | Proton Competition                        |
| 28 oktober   | Algarve 4-timmars       | Filipe Albuquerque Philip Hanson                | Martin Hippe Jakub Smiechowski          | Marvin Dienst Dennis Olsen Christian Ried |

## Slutställning
| Klass | Förare                                  | Team               |
| ----- | --------------------------------------- | ------------------ |
| LMP2  | Andrea Pizzitola Roman Rusinov          | G-Drive Racing     |
| LMP3  | John Farano Rob Garofall Job van Uitert | RLR Msport         |
| GTE   | Gianluca Roda Giorgio Roda              | Proton Competition |